# Peer Gynt (Grieg)

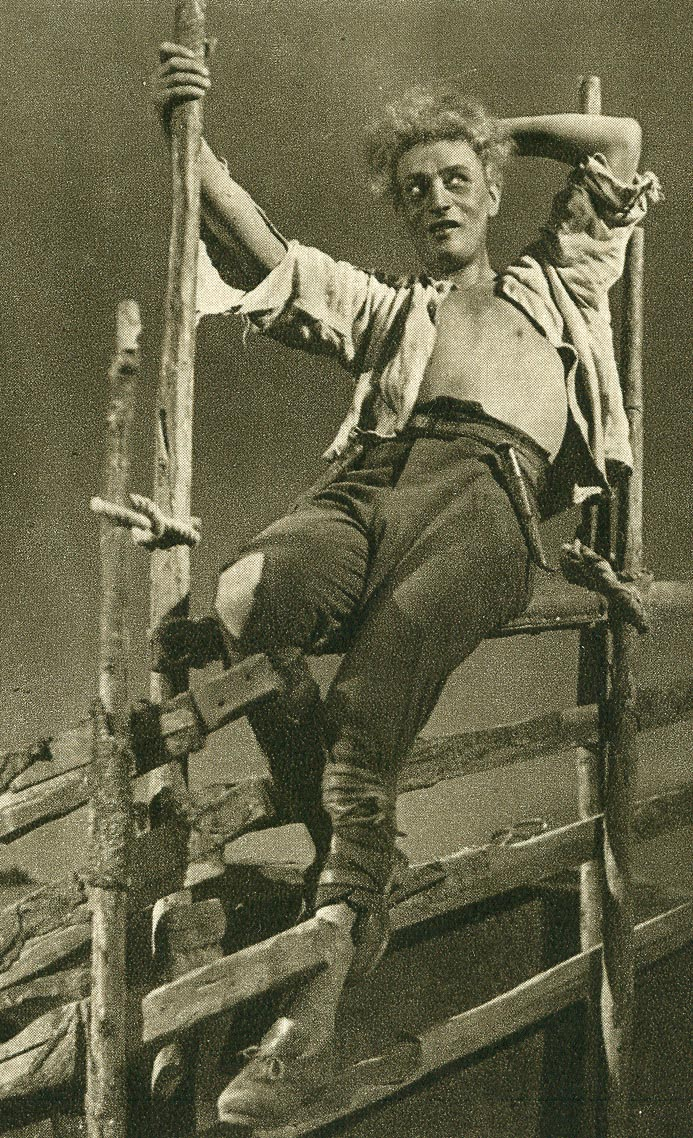
Gösta Ekman som Peer Gynt.

Peer Gynt, Op. 23, är musiken till Henrik Ibsens verk med samma namn från 1867, komponerat av den norska kompositören Edvard Grieg 1875. Den spelades vid uruppspelningen den 24 februari 1876 i Oslo (då kallat Christiania).
1888 och 1891 valde Grieg ut åtta av satserna för att göra två fyrsatsiga sviter: Svit No. 1, Op. 46, och Svit No. 2, Op. 55. Några av dessa satser har tagit plats i populärkulturen.

## Ursprungligt partitur, Op. 23
Länge var sviterna de enda delarna av musiken som fanns tillgängliga, eftersom den ursprungliga partituren inte publicerades förrän 1908, ett år efter Griegs död, av Johan Halvorsen. Olika inspelningar har gjorts av musiken. Vissa inspelningar som hävdas innehålla den kompletta musiken består av 33 utdrag. Inspelningen av Ole Kristian Ruud är uppdelad i 49 delar. Båda innehåller flera verser från dramat, upplästa av skådespelare.
Den ursprungliga partituren innehåller 26 satser:
Satser i fetstil framställdes av Grieg till två sviter.
- Akt I 
  - Preludium: I bryllupsgården
  - Halling
  - Springar

- Akt II 
  - Preludium: Bruderovet / Ingrids klage
  - Peer Gynt og seterjentene
  - Peer Gynt og den grønnkledde
  - På ridestellet skal storfolk kjennes
  - I bergakungens sal / I Dovregubbens hall 
  - Dans av Dovregubbens datter
  - Peer Gynt jages av troll
  - Peer Gynt og Bøygen

- Akt III 
  - Preludium: I skogen
  - Solveigs sang
  - Åses død

- Akt IV 
  - Preludium: Morgonstämning / Morgenstemning
  - 'Tyven og heleren)'
  - Arabisk dans
  - Anitras dans
  - Peer Gynts serenade
  - Peer og Anitra
  - Solveigs sang
  - Peer Gynt ved Memnonstøtten

- Akt V 
  - Preludium: Peer Gynts hjemfart. Stormfull aften ved kysten
  - Skipsforliset
  - Solveig synger i hytten
  - Nattscene
  - Pinsesalme
  - Solveigs vuggevise

Det kompletta partituret till musiken innehåller flera sånger och sångstycken. Det troddes vara förlorat fram till 1980-talet, och har bara framställts i sin helhet sedan dess.

## Svit No. 1, Op. 46
1. Morgenstemning
2. Åses død
3. Anitras dans
4. I bergakungens sal / I Dovregubbens hall

## Svit No. 2, Op. 55
1. Bruderovet. Ingrids klage
2. Arabisk Dans
3. Peer Gynts hjemfart (Stormfull aften på havet)
4. Solveigs Sang

Ursprungligen hade den andra sviten ett femte nummer, Dans av Dovrekungens datter, men Grieg tog bort det.

## Kända satser

### I bergakungens sal
I bergakungens sal (I Dovregubbens hall) är ett stycke orkestral musik som komponerades av Grieg för den sjätte scenen i akt två av Ibsens Peer Gynt. Ursprungligen var det en del av Opus 23, men plockades sedermera ut som det sista stycket i Peer Gynt, svit nummer 1, Op. 46. 
Stycket spelas när den eponyma Peer Gynt, i en drömlik fantasi, inträder "den gamla bergakungens kungliga hall". Scenens inledning följer sedan: "Dovregubbens kongshal. Stor forsamling af hoftrolde, tomtegubber og hougmænd. Dovregubben i højsædet med krone og spir. Hans børn og nærmeste slægtninge til begge sider. Peer Gynt står fora ham. Stærk røre i salen." De sjungna raderna är scenens första rader.
Grieg skrev "Och så har jag gjort något till «I bergakungens sal», som jag bokstavligt inte kan tåla att höra på, så som det klingar av komockor, av norsknorskhet och självgodhet! Men jag förväntar mig att ironin ska kunna kännas."

#### Musiken
Det kända temat i två fraser, skrivet i H-moll: 
Det enkla temat börjar långsamt och tyst i orkesterns lägsta register, först spelat av celli och fagott. Efter att ha reciterats ändras huvudtemat lätt med några stigande noter, men transponerat upp en full kvint - till F#-dur, den dominanta tonen, men med sänkt sext - och spelat på andra instrument.
De två instrumentgrupperna rör sig sedan in och ut i olika oktaver, innan de till slut "kolliderar" med varandra på samma tonläge. Tempot ökar sedan successivt till prestissimo finale, vartefter musiken blir starkare och starkare och mer melodisk.

#### TextenPeer Gynt
(hovtrollen): Slagt ham! Kristenmands søn har dåret

Dovregubbens veneste mø!

Slagt ham!

Slagt ham!

(en trollunge): Må jeg skjære ham i fingeren? 

(en annan trollunge): Må jeg rive ham i håret? 

(en trolljungfru): Hu, hej, lad mig bide ham i låret! 

(trollhäxa med en stav): Skal han lages til sod og sø?

(en annan trollhäxa, med slaktarkniv): Skal han steges på spid eller brunes i gryde? 

(bergakungen): Isvand i blodet!

### Morgonstämning
Morgonstämning (Morgenstemning) är en komposition från Griegs Op. 23, som var en del av den första av fyra satser i svit 1, op. 46. Tillsammans med I bergakungens sal är Morgonstämning en av Griegs mest välkända verk och ofta använd i filmer, TV-reklam och serier.
Stycket avbildar soluppgången under akt fyra, scen fyra i Ibsens pjäs, där den eponyma hjälten är strandsatt i den marockanska öknen efter att hans kompanjon tog hans yacht och övergav honom medan han sov. Scenen börjar med följande beskrivning:
Daggry. Trægruppen med akazier og palmer. Peer Gynt i træet med afbrukken gren i hånden holder sig en sværm abekatte fra livet.
I och med att sviten har tagit stycket ur sitt ursprungliga sammanhang är det inte speciellt känt i sin ursprungliga miljö, och bilden av Griegs skandinaviska ursprung framträder oftare i lyssnarnas hjärnor än den öken den skrevs för att avbilda.

### Solveigs sång
Solveigs sång (Solveigs sang) sjungs av Solveig i den fjärde akten av Griegs Peer Gynt Op. 23, och i Svit nummer 2, op. 55.
Den norska texten lyder (från innan stavningsreformen):
Kanske vil der gå både Vinter og Vår,

og næste Sommer med, og det hele År; —

men engang vil du komme, det véd jeg visst;

og jeg skal nok vente, for det lovte jeg sidst.

Gud styrke dig, hvor du i Verden går!

Gud glæde dig, hvis du for hans Fodskammel står!

Her skal jeg vente til du kommer igen;

og venter du histoppe, vi træffes der, min Ven!

## I populärkultur
Även om stycket i sin helhet är lite kortare än tre minuter har dess lätt igenkänningsbara tema hjälpt det att få en ikonisk status inom populärkulturen, där den har arrangerats av många artister. 
Den svenske pianisten Charlie Norman gjorde en boogie-woogie-version av Anitras Dans 1949.
1960 spelade Duke Ellington in en jazztolkning av "Peer Gynt" i sitt album Swinging Suites by Edward E. and Edward G., men efter att Musikaliska Akademien gjorde ett uttalande med hänvisning till klassikerskyddet om att Ellingtons tolkningar var "kränkande för den nordiska musikkulturen" drogs skivorna tillbaka. Albumet släpptes åter ut på CD 1990 som Three Suites tillsammans med Ellingtons omarbetning av Tjajkovskijs Nötknäpparen.
Det ungerska bandet Panta Rhei släppte en symfonisk rockversion av sviten 1976. 
Stycket har gjorts till rockmusik av det engelska bandet The Who och förekommer på deras album The Who Sell Out.
Sarah Brightman har spelat in Solveigs sång på engelska. Den irländska sångaren Méav Ní Mhaolchatha gjorde också en cover. Refrängen till låten Forever från norsk-amerikanska power metal-bandet Kamelots album Karma är från Solveig's Song, men med annat tema och text. Sången Tapt av Håp av norska heavy metal-bandet Midnattsol, från deras debutalbum Where Twilight Dwells, är inspirerat av sången både vad gäller text och melodi. Inledningen till låten Valkyrjan från folkmetalbandet Týr har också inspirerats av sången.
I filmen M (1931) visslar massmördaren melodin som sitt ledmotiv.